# Nicolo Gagliano
Nicolo Gagliano (Napels) was een Italiaans vioolbouwer die floreerde in de periode van ongeveer 1740 en 1780. 
Als leerling werkte Gagliano onder beroemde vioolbouwers zoals Stradivarius en Nicolo Amati. Gagliano heeft in zijn leven een bijzonder groot aantal prachtige violen gemaakt. Zijn instrumenten werden vaak geïmiteerd, en zijn ook vaak - ten onrechte - aan Stradivarius toegewezen.
Het is bekend dat Gagliano labels in zijn instrumenten plakte met teksten als "Nicolaii Gagliano fecit / in Napoli 1711" of "Nicolaus Gagliano filius / Alexandri fecit Neap. 1732".
Nicolo Gagliano kwam uit een geslacht van vioolbouwers. Hij was de oudste zoon van Alessandro Gagliano, die ook vioolbouwer was. Ook zijn broer Gennaro en zijn zoon Fernando werkten als vioolbouwer.